# Jordan Rudess
Jordan Charles Rudess (New York, 4 novembre 1956) è un tastierista statunitense, membro del gruppo musicale progressive metal Dream Theater.

## Biografia

### Esperienze giovanili
Il giovane Rudess entrò all'età di 9 anni nella prestigiosa Juilliard School di New York, iniziando gli studi di pianoforte classico. Crebbe tuttavia in lui un continuo interesse per i sintetizzatori e la musica progressive. Tale passione lo portò a lasciare la musica classica per tentare la strada solista come tastierista di musica progressive. La prima pubblicazione da solista è stato il demo Arrival, pubblicato nel 1988.

### La notorietà
Quando nel 1994 la rivista Keyboard Magazine votò Rudess come "Best New Talent" in seguito alla pubblicazione del suo album di debutto Listen, diversi gruppi si interessarono e cominciarono a prendere contatti con lui. Due di questi erano i Dixie Dregs e i Dream Theater. Rudess decise di entrare nelle file dei primi come membro part-time, rimandando così il suo sodalizio con i Dream Theater. Le loro strade si incrociarono nuovamente in occasione di uno dei tour nordamericani di questi ultimi, nel quale i Dixie Dregs fecero da gruppo di supporto.
In occasione della creazione del supergruppo Liquid Tension Experiment per conto della Magna Carta Records, Rudess fu scelto da Mike Portnoy come tastierista del gruppo, che vedeva tra l'altro la presenza di John Petrucci come chitarrista. Ciò che scaturì ufficialmente dalla collaborazione furono i due album Liquid Tension Experiment (1998) e Liquid Tension Experiment 2 (1999); successivamente Portnoy e Petrucci proposero nuovamente a Rudess di entrare nel gruppo e stavolta il tastierista accettò, sostituendo quindi il precedente Derek Sherinian. La prima pubblicazione con il gruppo fu il concept album Metropolis Pt. 2: Scenes from a Memory, uscito il 25 ottobre 1999.
In parallelo agli impegni con i Dream Theater, Rudess ha proseguito la sua attività come artista solista, collaborando anche con svariati musicisti. Rudess è inoltre fondatore e presidente della Wizdom Music, società impegnata nella creazione di applicazioni per sintetizzatori digitali.

## Strumentazione

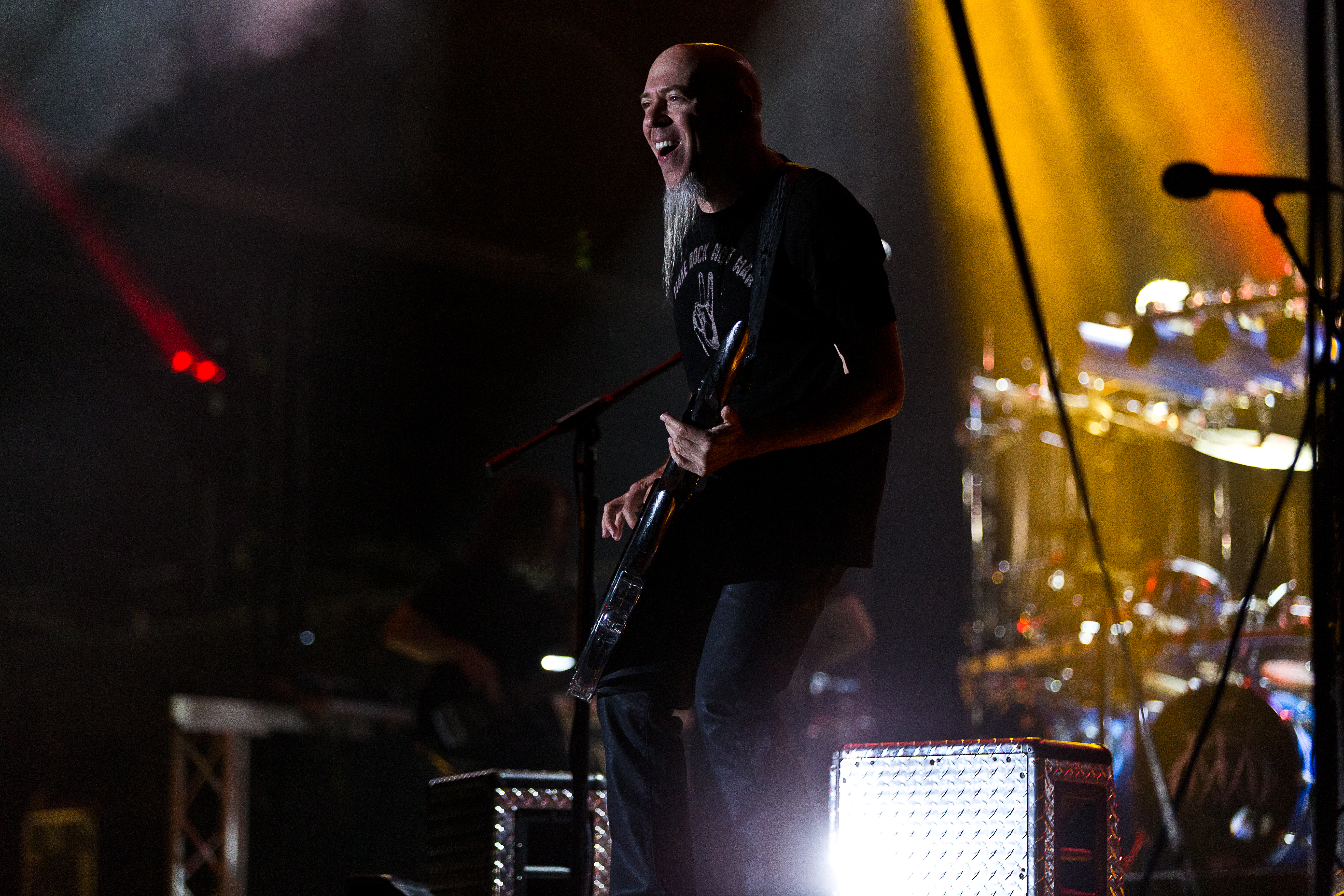
Jordan Rudess con i Dream Theater al Rockharz Open Air 2015

Nel corso degli anni Jordan Rudess ha utilizzato una grande quantità di tastiere e sintetizzatori. Possessore di un minimoog fin dalla tenera età, ha strutturato nel corso degli anni un personale modo di intendere il ruolo del tastierista. Negli anni novanta la sua strumentazione era costituita da un unico grande e potente controller centrale in grado di pilotare una vasta gamma di moduli rack secondari; inizialmente si serviva di un Kurzweil K2000, spostandosi successivamente sul K2500 durante il periodo con i Liquid Tension Experiment. Dal suo ingresso nei Dream Theater fino al 2004 Rudess impiegò un K2600 integrato con due K2600r, due Korg Triton Rack e un Korg Karma. Dal 2005 è endorser Korg e Roland e il suo setup live si è notevolmente espanso: il Kurzweil venne rimpiazzato dall'Oasys della Korg. Per il tour del cd Octavarium, utilizza anche un Muse Research Receptor collegato via MIDI alla Korg OASYS.
Notevole è anche la quantità di controlli MIDI di cui le sue tastiere si sono sempre servite. In un primo momento fece uso del Ribbon di serie sia sul K2500 sia sul K2600 e a partire dal 2005 impiegò un continuum della Haken Audio che è utilizzato in combinazione con un modulo Roland V-Synth GT; nello stesso periodo Rudess ha fatto anche uso di un sintetizzatore modulare a parete, di una steel guitar (strumenti impiegati esclusivamente durante le esecuzioni del brano Octavarium, canzone di chiusura dell'omonimo album del 2005 dei Dream Theater) e di un memotron (parente digitale del mellotron). Dal 2007, in concomitanza con la tournée dei Dream Theater Chaos in Motion, il musicista fa uso anche di una particolare keytar denominata Zen Riffer collegata ad un secondo modulo Roland V-Synth GT.
Nella reunion avvenuta con i Liquid Tension Experiment, in cui hanno suonato a Los Angeles e a New York, Rudess si è servito di una Roland Fantom G8, mentre in occasione del Progressive Nation 2009 ha inglobato nella propria strumentazione l'iPad e l'iPhone della Apple, impiegando applicazioni come Morphwiz e Samplewiz, da lui sviluppate in collaborazione con il programmatore Kevin Chartier. In occasione del tour in promozione a A Dramatic Turn of Events, Rudess ha sostituito la Korg Oasys con la nuova ammiraglia di Korg, Korg Kronos, introducendo nel suo setup uno stand inclinabile lateralmente, oltre che girevole. Dal 2013 fa anche uso della seabord, strumento sviluppato dalla Roli ed utilizzato sia durante i concerti con i Dream Theater sia per l'album LMR, da lui realizzato insieme a Tony Levin e Marco Minnemann. Dal tour promozionale dell'album Distance over Time, Rudess abbandona il classico Continuum utilizzato dal 2015 per utilizzare la versione mini, denominata Continuum Mini, e posta direttamente sopra la Korg Kronos. Inoltre, dal 2019 Rudess utilizza sul palco un Hammond XK-5, collegato via midi a KORG Kronos e, nel suo rack, vengono inglobati il multieffetto per chitarra Line6 Helix, il simulatore di overdrive valvolare Space Heater e il simulatore di leslie Neo Ventilator che Rudess controlla sia da Korg Kronos che da un pedale dedicato.

## Discografia

### Da solista
Album in studio
- 1993 – Listen
- 1997 – Secrets of the Muse
- 1999 – Resonance
- 2001 – Feeding the Wheel
- 2002 – Christmas Sky
- 2004 – Rhythm of Time
- 2007 – The Road Home
- 2009 – Notes on a Dream
- 2013 – All That Is Now
- 2014 – Explorations
- 2015 – The Unforgotten Path
- 2017 – Intersonic (con Stephen Horelick)
- 2019 – Wired for Madness
- 2021 – A Chapter in Time
- 2023 - Piano & Orchestra
- 2024 - Permission To Fly

Album dal vivo
- 2001 – An Evening with John Petrucci & Jordan Rudess (con John Petrucci)
- 2002 – 4NYC

Raccolte
- 2006 – Prime Cuts

### Con i Dream Theater
Album in studio
- 1999 – Metropolis Pt. 2: Scenes from a Memory
- 2002 – Six Degrees of Inner Turbulence
- 2003 – Train of Thought
- 2005 – Octavarium
- 2007 – Systematic Chaos
- 2009 – Black Clouds & Silver Linings
- 2011 – A Dramatic Turn of Events
- 2013 – Dream Theater
- 2016 – The Astonishing
- 2019 – Distance over Time
- 2021 – A View from the Top of the World

Album dal vivo
- 2001 – Live Scenes from New York
- 2004 – Live at Budokan
- 2006 – Score: 20th Anniversary World Tour
- 2008 – Chaos in Motion 2007-2008
- 2013 – Live at Luna Park
- 2014 – Breaking the Fourth Wall - Live from the Boston Opera House
- 2020 – Distant Memories - Live in London
- 2021 – Images and Words - Live in Japan, 2017
- 2022 – ...And Beyond - Live in Japan, 2017
- 2022 – Live in Berlin (2019)
- 2022 – Live at Wacken (2015)
- 2023 – Live at Madison Square Garden (2010)

Raccolte
- 2008 – Greatest Hit (...and 21 Other Pretty Cool Songs)
- 2013 – Happy Holidays from Dream Theater
- 2023 – Distance over Time Demos (2018)

Bootleg ufficiali
- 2003 – The Making of Scenes from a Memory
- 2005 – When Dream and Day Reunite
- 2009 – Train of Thought Instrumental Demos 2003

### Con i Liquid Tension Experiment
- 1998 – Liquid Tension Experiment
- 1999 – Liquid Tension Experiment 2
- 2007 – Spontaneous Combustion (pubblicato come Liquid Trio Experiment)
- 2009 – LTE Live 2008 (raccolta)
- 2009 – Live in NYC (live)
- 2009 – Live in LA (live)
- 2021 – Liquid Tension Experiment 3

### Con Rod Morgenstein
- 1997 – Rudess Morgenstein Project
- 2001 – The Official Bootleg (live)

### Con i Levin Minneman Rudess
- 2013 – LMR
- 2016 – From the Law Offices of Levin Minnemann Rudess

### Collaborazioni
- 1988 – Vinnie Moore – Time Odyssey
- 1989 – Tom Coster – Did Jah Miss Me?
- 1994 – Annie Haslam – Blessing in Disguise
- 1996 – Noirin Ni Riain – Celtic Soul
- 1997 – Kip Winger – This Conversation Seems Like a Dream
- 1999 – Rhonda Larson – Free as a Bird
- 1999 – Jupiter – Jupiter Project
- 2000 – Paul Winter and The Earth Band – Journey with the Sun
- 2001 – Scott McGill – Addition by Subtraction
- 2001 – Prefab Sprout – The Gunman and Other Stories
- 2002 – David Bowie – Heathen
- 2003 – Jupiter – Echo and Art
- 2005 – Neal Morse – ?
- 2006 – Neil Zaza – When Gravity Fails
- 2008 – Ricky García – Let Sleeping Dogs Lie
- 2008 – Steven Wilson – Insurgentes (in Veneno para las hadas, No Twilight within the Courts of the Sun e Twilight Coda)
- 2011 – Steven Wilson – Grace for Drowning (in Grace for Drowning, Deform to Form a Star e Raider II)
- 2013 – Ayreon – The Theory of Everything (in Progressive Waves)
- 2016 – Virtual Symmetry – Message from Eternity (in Program Error (We Are the Virus))
- 2019 – Richard Henshall – The Cocoon (in Twisted Shadows)
- 2020 – Virtual Symmetry – Exoverse (in Entropia, Safe e Exoverse)